# Tatsuya Fukuzawa
Tatsuya Fukuzawa (福澤 達哉, Fukuzawa Tatsuya) est un joueur japonais de volley-ball, né le 1er juillet 1986, à Kyoto (préfecture de Kyoto). Il mesure 1,89 m et joue au poste de réceptionneur-attaquant. Il totalise 120 sélections en équipe du Japon.

## Clubs
| Club               | De        | À         |
| ------------------ | --------- | --------- |
| Université Chūō    | 2004-2005 | 2007-2008 |
| Panasonic Panthers | 2008-2009 | 2014-2015 |
| Maringá Vôlei      | 2015-2016 | 2015-2016 |
| Panasonic Panthers | 2016-2017 | 2018-2019 |
| Paris Volley       | 2019-2020 | 2020-2021 |

## Palmarès

### En sélection nationale
- Grand Champions Cup (1)
  -  : 2009.
- Jeux asiatiques (1)
  -  : 2010.
- Championnat d'Asie et d'Océanie
  -  : 2009, 2019.

### En club
- Championnat d'Asie des clubs
  - Finaliste : 2019.
  - Troisième : 2010.
- Championnat du Japon (5)
  - Vainqueur : 2010, 2012, 2014, 2018, 2019.
  - Finaliste : 2013.
  - Troisième : 2009.
- Coupe du Japon (4)
  - Vainqueur : 2010, 2011, 2012, 2017.
  - Finaliste : 2009, 2014.
- Supercoupe du Japon
  - Finaliste : 2010.

### Distinctions individuelles
- 2004 : Championnat d'Asie et d'Océanie U21 — MVP
- 2009 : Championnat d'Asie et d'Océanie — MVP
- 2009 : Grand Champions Cup — Meilleur attaquant
- 2010 : Championnat du Japon — Meilleur réceptionneur-attaquant
- 2010 : Championnat d'Asie des clubs — Meilleur attaquant